# Плавецки Микулаш
Плавецки Микулаш (слч. Plavecký Mikuláš) насељено је мјесто са административним статусом сеоске општине (слч. obec) у округу Малацки, у Братиславском крају, Словачка Република.

## Становништво
| Година:    | 1994. | 2004.   | 2014.   | 2024.   |
| ---------- | ----- | ------- | ------- | ------- |
| Број људи: | 731   | 719     | 717     | 740     |
| Разлика:   |       | -1,64 % | -0,27 % | +3,20 % |

| Година:    | 2023. | 2024.   |
| ---------- | ----- | ------- |
| Број људи: | 729   | 740     |
| Разлика:   |       | +1,50 % |

Према подацима о броју становника из 2024. године насеље је имало 740 становника.